# Liste des monarques d'Islande
Pour des articles plus généraux, voir Histoire de l'Islande et Chronologie de l'Islande.
La liste des monarques de l'Islande réunit les différents rois ayant régné sur l'Islande entre 1262, date d'union du pays avec la Norvège, et 1944, date de la fin de l'union avec le Danemark et de la proclamation de la république.

## Contexte

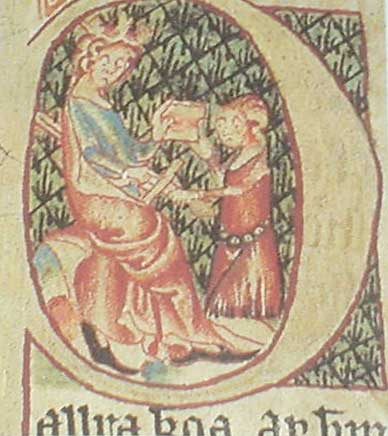
Un homme prête serment au roi de Norvège durant l'Âge des Sturlungar.

En 1262, la signature du Vieux Pacte (Gamli sáttmáli) met un terme à l'âge des Sturlungar, une période de luttes intestines en Islande, en faisant de l'île une dépendance du royaume de Norvège : c'est la fin de l'État libre islandais. En 1380, l'île passe sous la domination du roi de Danemark lorsque les royaumes de Danemark et de Norvège s'unissent sous le même souverain.
En 1814, le traité de Kiel sépare la Norvège du Danemark, lequel, après une courte période d'indépendance entre en union personnelle avec la Suède. Les anciennes possessions norvégiennes d'outre-mer (Islande, Groenland et îles Féroé) restent quant à elles sous contrôle danois.
Le 2 janvier 1871, le roi de Danemark Christian IX promulgue la « loi sur le statut de l'Islande » (Stöðulög), en dépit de l'opposition de l'Althing. La loi fait de l'Islande un pays inséparable de la monarchie danoise, mais lui accorde des droits spéciaux. En 1874, à l'occasion du millénaire de la colonisation de l'Islande, le roi accorde à l'Islande une constitution qui lui donne un statut d'autonomie, notamment en accordant un pouvoir législatif limité à l'Althing : c'est la fin de l'absolutisme danois en Islande. La Constitution est révisée en 1903 et donne naissance à l'Heimastjórnartímabilið (« période d'auto-gouvernance »). La gestion des affaires particulières à l'Islande est transférée de Copenhague à Reykjavik et les postes de landshöfðingi et de amtmaður sont abolis,. Le 1er février 1904, Hannes Hafstein devient ministre d'Islande. Le 4 janvier 1917, Jón Magnússon devient le premier Premier ministre de l'Islande en formant le premier gouvernement islandais, composé de trois ministres.

Armoiries du royaume d'Islande à partir de 1919.

Le Danemark et l'Islande entament des négociations en 1917 qui aboutissent à la réunion d'une commission parlementaire dano-islandaise en juillet 1918 à Reykjavik afin de renégocier le statut de l'Islande. Cette commission propose un acte d'union permettant à l'Islande de devenir un État indépendant et souverain, mais qui resterait lié au Danemark dans le cadre d'une union personnelle. Après son approbation par un référendum en Islande le 19 octobre 1918 à une large majorité, l'Acte d'Union dano-islandais entre en vigueur le 1er décembre 1918, donnant naissance au royaume d'Islande. Le jeune royaume adopte une nouvelle constitution le 18 mai 1920.
En avril 1940, dans le cadre de l'opération Weserübung, l'Allemagne nazie envahit le Danemark. L'Althing décide alors d'accorder au gouvernement islandais la gestion de la politique étrangère de l'île, domaine jusqu'alors réservé au gouvernement danois. Le gouvernement islandais ayant refusé de coopérer avec le Royaume-Uni — ce qui aurait impliqué que l'Islande abandonne sa neutralité —, les forces armées britanniques envahissent l'Islande le 10 mai 1940. En 1941, après décision de l'Althing, Sveinn Björnsson devient régent du royaume et se voit attribuer les prérogatives normalement détenues par le roi. L'Acte d'Union dano-islandais est censé expirer au bout de vingt-cinq ans si le Danemark et l'Islande ne s'accordent pas pour le renouveler. Cette échéance arrive à la fin de l'année 1943, alors que le Danemark est toujours occupé et se trouve donc dans l'impossibilité de renégocier le traité. L'Althing décide alors d'agir unilatéralement, malgré l'opposition de certains intellectuels et personnalités politiques islandais, et le choc ressenti par certains Danois. À la suite d'un référendum de quatre jours, les Islandais se prononcent à plus de 98 % pour la fin de l'union avec le Danemark et la constitution républicaine. Le 17 juin 1944, date anniversaire de la naissance de Jón Sigurðsson, la république d'Islande est proclamée à Þingvellir et Sveinn Björnsson en devient le premier président. Cet événement marque la fin de la lutte pour l'indépendance en Islande. Le 17 juin est depuis célébré tous les ans comme fête nationale islandaise.

## Monarques du royaume de Norvège (1262-1380)
| Portrait   | Nom        | Règne     | Notes                                                 |
| ---------- | ---------- | --------- | ----------------------------------------------------- |
| Håkon IV   | Håkon IV   | 1262-1263 | Nomme Gissur Þorvaldsson comte d'Islande (1262-1268). |
| Magnus VI  | Magnus VI  | 1263-1280 |                                                       |
| Éric II    | Éric II    | 1280-1299 |                                                       |
| Håkon V    | Håkon V    | 1299-1319 |                                                       |
| Magnus VII | Magnus VII | 1319-1343 |                                                       |
|            | Håkon VI   | 1343-1380 |                                                       |
|            | Olav IV    | 1380-1387 |                                                       |

## Monarques du royaume de Danemark (1380-1918)

### Monarques de l'union de Kalmar (1380-1536)
| Portrait       | Nom            | Règne     | Notes |
| -------------- | -------------- | --------- | ----- |
| Marguerite Ire | Marguerite Ire | 1387-1412 |       |
| Éric VII       | Éric VII       | 1412-1442 |       |
| Christophe III | Christophe III | 1442-1448 |       |
| Charles Ier    | Charles Ier    | 1449-1450 |       |
| Christian Ier  | Christian Ier  | 1450-1481 |       |
| Jean Ier       | Jean Ier       | 1481-1513 |       |
| Christian II   | Christian II   | 1513-1523 |       |

### Monarques de Danemark et de Norvège (1536-1814)
| Portrait      | Nom           | Règne     | Notes                                                                                               |
| ------------- | ------------- | --------- | --------------------------------------------------------------------------------------------------- |
| Frédéric Ier  | Frédéric Ier  | 1523-1533 | |
| Christian III | Christian III | 1534-1559 | |
| Frédéric II   | Frédéric II   | 1559-1588 | |
| Christian IV  | Christian IV  | 1588-1648 | |
| Frédéric III  | Frédéric III  | 1648-1670 | |
| Christian V   | Christian V   | 1670-1699 | |
| Frédéric IV   | Frédéric IV   | 1699-1730 | |
| Christian VI  | Christian VI  | 1730-1746 | |
| Frédéric V    | Frédéric V    | 1746-1766 | |
| Christian VII | Christian VII | 1766-1808 | Jørgen Jørgensen s'est proclamé roi d'Islande en 1809, avant d'être arrêté quelques mois plus tard. |
| Frédéric VI   | Frédéric VI   | 1808-1839 | |

### Monarques de Danemark (1814-1918)
| Portrait       | Nom            | Règne     | Notes |
| -------------- | -------------- | --------- | ----- |
| Frédéric VI    | Frédéric VI    | 1808-1839 |       |
| Christian VIII | Christian VIII | 1839-1848 |       |
| Frédéric VII   | Frédéric VII   | 1848-1863 |       |
| Christian IX   | Christian IX   | 1863-1906 |       |
| Frédéric VIII  | Frédéric VIII  | 1906-1912 |       |
| Christian X    | Christian X    | 1912-1918 |       |

## Monarque du royaume d'Islande (1918-1944)
| Portrait    | Nom         | Règne     | Notes |
| ----------- | ----------- | --------- | --- |
| Christian X | Christian X | 1918-1944 | L'Islande devient un État souverain le 1er décembre 1918, tout en conservant Christian X comme roi, dans le cadre d'une union personnelle avec le Danemark. En tant que tel, Christian X porte le titre distinct de roi d'Islande (Konungur Íslands en islandais et Konge af Island en danois). |